# Lancia Augusta
La Lancia Augusta est une automobile de grande classe, fabriquée par le constructeur italien Lancia entre 1933 et 1936.
Il existe un seul exemplaire d’une Lancia Augusta fabriqué par le carrossier suisse Langenthal en 1936.

## Le contexte historique - le pari sur le futur
Le jeudi 24 octobre 1929, c'est le début de la crise mondiale, qui modifia radicalement les habitudes ainsi que le niveau de vie de millions de personnes, une des causes de l'avènement du nazisme et du stalinisme.
Bien qu'au début de cette période, cela n'apparaissait que comme une des nombreuses crises de surproduction récurrentes comme en connaissaient les États-Unis régulièrement, un peu plus grave chaque fois, elle se prolongea durant les années 1930, 1931 et 1932 avec comme aboutissement le début de la Seconde Guerre mondiale en 1939.
En Italie et au sein de la société Lancia, on se rendit très vite compte que la période florissante des exportations « à tout va » était révolue. À la fin des années 1920 pratiquement 75 % de la production Lancia et 66 % de la production Fiat était exportés. À l'étranger, les clients ne considéraient pas ces deux marques comme italiennes, mais des marques internationales, tant leurs voitures étaient devenues des produits courants dans leur paysage. Cette époque allait bientôt disparaître avec l'avènement de l'esprit nationaliste et l'imposition de lourds droits de douane sur tous les produits manufacturés d'importation, comme en France notamment où les taxes s'élevèrent à 150 %.
Tous les industriels durent revoir à la baisse leurs plans de développement et de fabrication, les premiers licenciements commencèrent et les stocks d'invendus s'accumulèrent.
La Lancia Augusta fut un modèle conçu dans cet état d'esprit, dans ce climat incertain. Les années folles de l'après-Première Guerre mondiale où la jeunesse conduisait les Lancia Lambda, comme Greta Garbo à Hollywood étaient révolues. L'Augusta était la remplaçante de la Lambda, mais avait une carrosserie aussi fermée que le voulait la mode de cette période. Vincenzo Lancia aurait souhaité que son nouveau modèle dispose d'un moteur plus puissant (un 2 litres était à l'étude) et d'une carrosserie aux dimensions plus cossues, alors qu'il dut se contenter du même gabarit de 4,5 mètres de la Lambda. En réalité, V. Lancia pensait toujours à satisfaire la demande des marchés étrangers pour la conception de ses voitures.
En Italie, sa clientèle était la classe bourgeoise qui souffrait le plus durant cette période de crise économique. Son choix se portait plutôt sur des modèles plus petits et économiques qu'ils trouvaient dans la gamme Fiat, alors que les Lancia avaient un prix relativement élevé. Bien que révolutionnaire sous bien des aspects, la nouvelle Augusta devait se distinguer de la production concurrente.
C'est alors que des idées surgirent comme l'ouverture des portes inversée pour faciliter l'accès à bord : en fait, tout le côté de l'habitacle était libre de tout obstacle sans aucun montant intermédiaire. On élimina toute dérive avant et arrière, les masses, du moteur aux occupants, étaient "centrées" sur l'empattement, la carrosserie était entièrement en acier et Lancia inventa, pour cette occasion, la caisse autoporteuse indéformable, une première mondiale.
La voiture était relativement étroite pour circuler aisément dans les rues des villes italiennes, mais l'intérieur de l'habitacle était lumineux et spacieux pour accueillir cinq adultes et la tenue de route sûre.
La voiture devait être silencieuse et ne pas vibrer, le moteur ne devait pas s'entendre lors des trajets à la vitesse de croisière de 80 km/h et résister sans encombre aux longs parcours de plusieurs centaines de kilomètres. Le test fut révélateur des qualités de cette voiture lors de la course "Coppa d'oro del Littorio-Giro d'Italia" de 6 000 km du nord au sud, d'ouest en est, à 100 km/h de moyenne...
Le cahier des charges approuvé par Vincenzo Lancia devait donc révéler une voiture nouvelle, un brin révolutionnaire, à la ligne agréable élancée même si classique, aérodynamique donc. Ainsi apparut la nouvelle Lancia Augusta qui surprit tout le monde et monopolisa les salons italiens et étrangers durant les années 1932 et 33. Elle fut très prisée de cette génération de clients qui se l'arrachèrent. Mais l'Augusta n'a pas connu les gloires sportives de l'Aurelia, ni les prouesses de l'Aprilia, sa descendante directe. On se souvient d'elle comme "la" voiture Lancia d'avant-guerre.

## Le projet

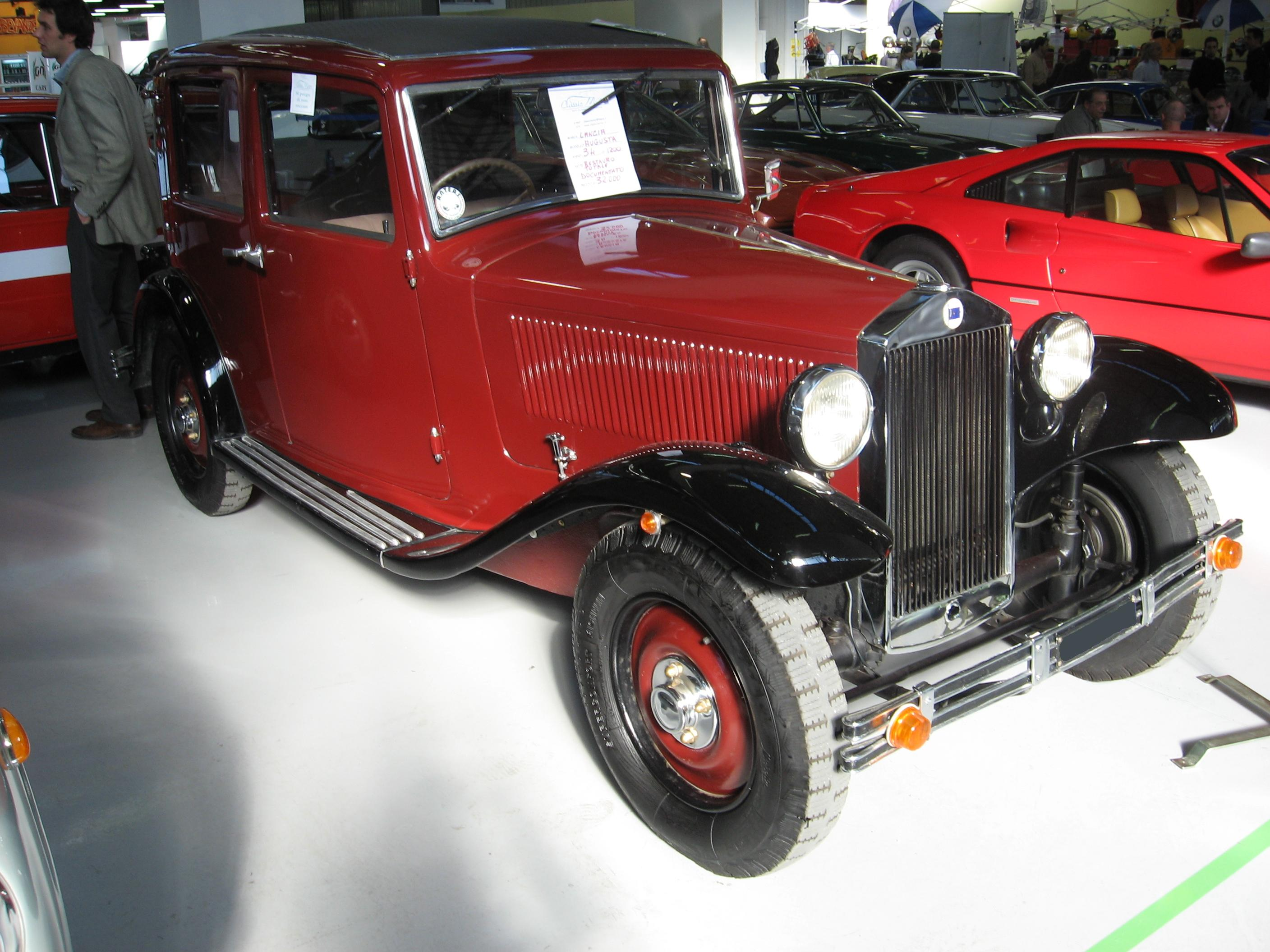
Lancia Augusta de 1934

C'est au cours des premiers mois de l'année 1930, en pleine crise financière de Wall Street, que le bureau d'études Lancia engage les premières réflexions sur ce nouveau modèle, dont le cahier des charges précise qu'elle doit être entièrement nouvelle et novatrice, sans recours à des éléments aux solutions déjà utilisées sur des modèles Lancia même récents.
Il est acquis que les marchés étrangers n'absorberont que peu de voitures, à cause des droits de douane prohibitifs ; finie l'époque du libre-échange mis en place en 1920 ! La nouvelle voiture est vraiment destinée à rester uniquement sur le marché italien et donc doit respecter les impératifs du standard qualitatif de la "Clientèle Lancia" traditionnelle, mais avec des prix de vente et d'entretien très serrés pour rester compétitif par rapport à Fiat. Le niveau qualitatif et les prestations doivent être au summum de sa catégorie.
En fait Vincenzo Lancia cherchait la quadrature du cercle pour faire de sa future voiture une référence et lui assurer une suprématie sur la concurrence incontestable.
Les techniciens de Lancia ont donc conçu la première voiture au monde avec une carrosserie autoporteuse indéformable.
Les archives Lancia prouvent que l'Augusta devait être bien différente dans sa taille et son moteur. Si la crise boursière n'avait pas entravé ce projet, l'Augusta aurait reçu une carrosserie et un moteur du gabarit de la Lancia Artena, l'archétype automobile selon Vincenzo Lancia, moteur deux litres, 5 places larges, 4,5 mètres de longueur et une masse d'environ une tonne, comme la première série Lambda.
La première voiture à recevoir une carrosserie autoporteuse était en fait la Lambda mais cette technologie brevetée Lancia était jugée trop coûteuse et fut provisoirement abandonnée.
La Lancia Dilambda de 1930, voiture conçue presque uniquement pour le marché des États-Unis ainsi que les modèles plus petits conformes aux standards italiens et européens Lancia Artena et Lancia Astura de 1932, et surtout moins coûteux à industrialiser, représentaient sans nul doute, un pas en arrière dans l'évolution technologique anti-conformiste Lancia par rapport à la Lambda.

## La production
La production de la nouvelle Augusta va rencontrer rapidement les faveurs du public au point que les ventes dépassent largement toutes les prévisions, même les plus optimistes. Ce modèle sera très rentable pour la marque, V. Lancia aurait dit ce fut la plus belle "affaire" de l'entreprise, meilleure que la Lambda. Ce sera d'ailleurs la première Lancia construite sur une ligne de montage de sa conception avec un outillage particulier et breveté. L'Augusta permit à Lancia de devenir l'entreprise la plus avancée d'Italie au niveau de la technologie du produit et de sa fabrication. Sous ce dernier aspect, le géant Fiat ne tarda pas à reconquérir sa suprématie, mais pendant quelque temps, Lancia savoura sa prouesse.
La "petite" Augusta sera un prodige qui ne se renouvellera pas où sinon seulement avec l'Aprilia, car Lancia "souffrait" avec les coûts exorbitants de son usine de Bolzano et les temps n'étaient plus aussi florissants que dans le passé. La gestion financière fine de ce type d'industrie allait prendre une importance capitale dans toutes ces entreprise. Les temps étaient révolus où l'on achetait une voiture parce qu'elle était d'une certaine marque et le client ne faisait pas de comparaison avec la concurrence. Très longtemps Lancia était restée avec un statut d'"Immortelle" dans l'histoire de l'Automobile. La Dilambda coûtait très cher à fabriquer, les Astura et Artena n'ont jamais connu une rentabilité suffisante pour financer le développement de la marque, pire, la triste expérience étrangère en terre de France, les modèles Lancia Belna et Lancia Ardennes se solda par un échec financier cuisant malgré une réussite commerciale. Heureusement, ce ne fut pas le cas avec la division véhicules industriels Lancia V.I. qui restera très rentable depuis les premiers camions de la série Jota confirmés par les séries Ro et 3Ro.
En 1935, 90 % de l'activité industrielle automobile de Lancia était consacrée à l'Augusta, avec des résultats financiers excellents. On peut facilement faire un parallèle avec Ford en considérant que l'Augusta fut pour Lancia les modèles T et A pour Ford.
L'Augusta sauva financièrement la marque Lancia durant les années de grave crise économique d'après 1929 et permit à la marque d'accumuler une trésorerie suffisante pour financer plus tard les projets des futures voitures Aprilia et Ardea jusqu'aux années 1950, avec l'Aurelia et l'Appia.

## L'histoire de l'Augusta et ses caractéristiques
La présentation de ce nouveau modèle intervient, selon la coutume Lancia, à l'occasion du Salon de l'automobile de Paris, le 5 octobre 1932. Fait particulier, afin de limiter les effets des droits de douane français qui s'élevaient à 150 % du montant des produits manufacturés importés, Lancia avait créé une filiale de fabrication en France et la nouvelle voiture était rebaptisée Belna. Elle disposait, comme le modèle original italien d'un moteur 4 cylindres en V de 1,2 litre.
La véritable Lancia Augusta ne sera présentée officiellement qu'au Salon de Milan en avril 1933.
Petite anecdote à ce sujet, Lancia devra affronter deux procès retentissants lancés par la société de carrosserie ferroviaire américaine Budd, qui prétendait détenir tous les brevets relatifs aux carrosseries autoporteuses pour les véhicules automobiles. Le premier eut lieu lors du lancement de la Lancia Lambda dans les années 1920 qui se solda par un déboutement de Budd du simple fait que Lancia avait breveté ce système bien avant l'américain et ce dernier dut dédommager Lancia pour copie de système breveté. Le second par ce même Budd en 1933 qui connut le même sort.
L'ossature de la carrosserie était constituée d'un plancher en acier avec des profilés creux latéraux renforcés par une croix en X, sur lequel la partie supérieure de la carrosserie autoporteuse était ensuite soudée sans aucun châssis tubulaire intermédiaire (ni en bois comme cela était très courant à l'époque, ni en acier embouti comme sur la Fiat 1500 6 cylindres de l'époque). Cette carrosserie n'avait pas de montant intermédiaire pour les portières car la rigidité de l'ensemble était largement supérieure au besoin. Cette particularité de conception restera longtemps l'apanage technique Lancia, que l'on retrouvera sur les Aprilia et Ardea puis sur les plus contemporaines Aurelia berline et Appia.
La Lancia Augusta est donc la première automobile au monde à recevoir une carrosserie autoporteuse moderne, comme celles que l'on trouve sur les voitures du XXIe siècle. Ce sera également la première voiture Lancia à être construite sur une ligne de fabrication de conception Lancia.

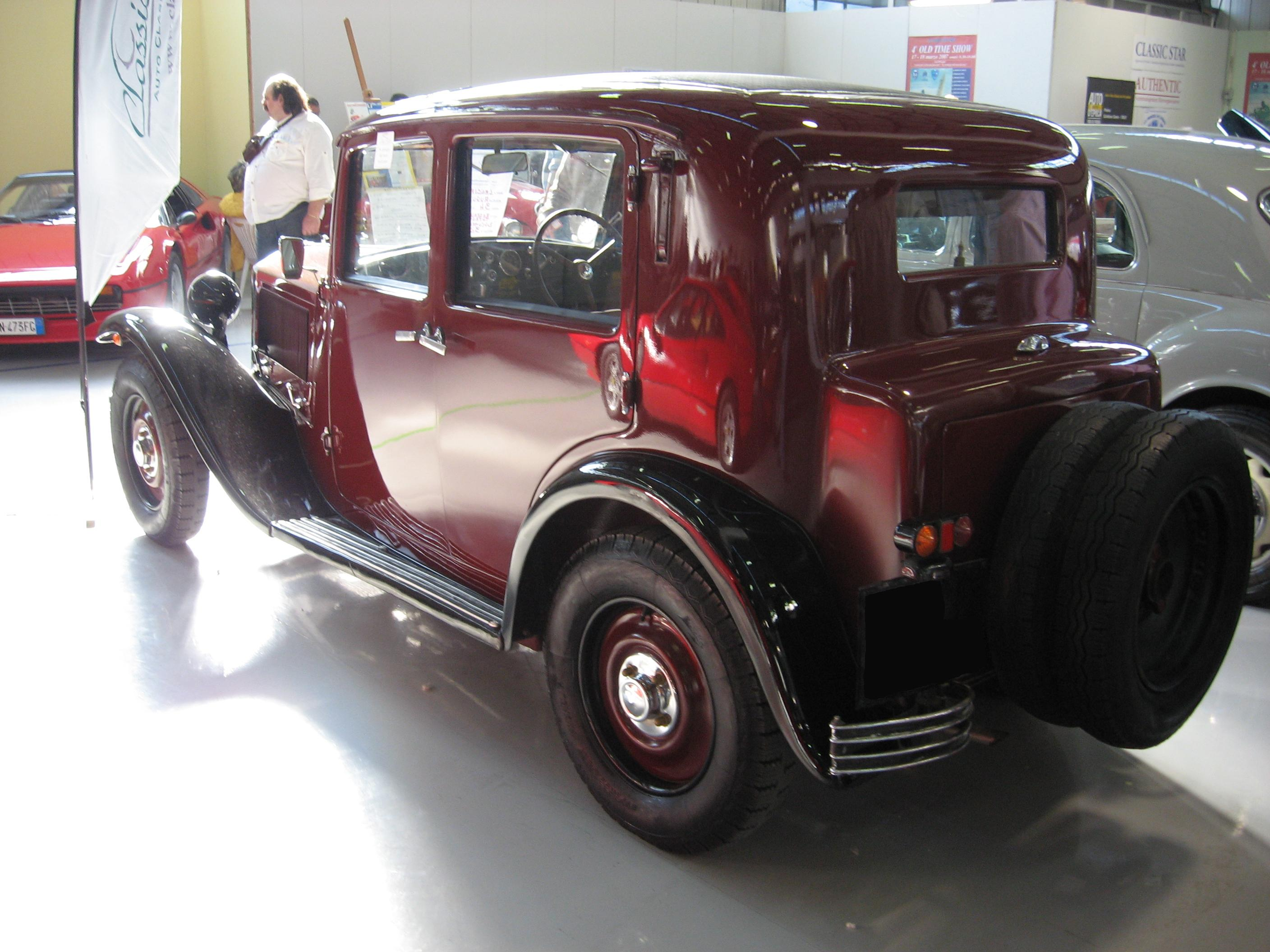
Vue arrière de l'Augusta

Naturellement la nouvelle voiture ne se détachait pas de la concurrence uniquement du fait de sa carrosserie révolutionnaire mais par bien d'autres aspects comme :
- un moteur en V étroit, qui restera la règle chez Lancia jusque sur la Fulvia,
- la suspension des roues avant indépendantes avec des ressorts hélicoïdaux et amortisseurs hydrauliques incorporés,
- la suspension arrière à graissage unique à vie,
- l'utilisation du système de freins hydrauliques,
- la fixation des portières pour une ouverture inversée, comme une armoire de penderie, mais sans montant intermédiaire,
- le coffre à bagages extérieur à l'habitacle, une nouveauté,

Le tableau de bord figurait parmi les plus complets et intégrait bien des instruments de contrôle nouveaux comme :
- compteur des distances parcourues,
- tachymètre, compteur de vitesse,
- manomètre de pression d'huile moteur,
- jauge à essence, indicateur de niveau et de réserve,
- horloge,
- insertion et blocage de la position roue libre,
- commutateur d'éclairage des phares,
- accélérateur à main,
- clignotants avec témoin lumineux,
- témoin de charge dynamo,
- commande d'éclairage du tableau de bord.

De plus la gamme de couleurs de carrosserie est vaste, à l'époque il y avait noir ou... noir, chez Lancia il y avait : beige (cod.1175), vert (cod.1171), bleu Lancia(cod.1054), amarante (cod.1185), marron (cod.1176) et noir (cod.1025),

## Le mystère des trois séries de l’Augusta
L'Augusta 231 a été fabriquée en une seule série du 8 février 1933 (numéro 1) au 14 décembre 1936 (num. 14101). La berline portait le code usine 231 tandis que les châssis destinés aux carrossiers extérieurs avaient le code 234. Les fabrications françaises Belna étaient référencées F231 et F234.
Mais certains "spécialistes" ont raconté durant les années 1960/70 que la Lancia Augusta avait été déclinée en trois séries propageant ainsi une idée fausse qui, à force d'être répétée, a semé un léger doute.
Aucun manuel d'entretien ni le listing des pièces détachées constructeur ne fait état de ces séries. Ni les tableaux officiels de fabrication ni les homologations n'en font état. L'Augusta ne reçut qu'un seul châssis et une unique motorisation du premier au dernier exemplaire.
L'Augusta connu, selon les tableaux de fabrication Lancia une version type "STANDARD" du 8 février 1933 au 20 novembre 1934 et selon les numéros 1/châssis N° 231-1005 à la voiture N° 7000/châssis N° 231-1004 construite spécialement pour M. Alghisi, la voiture N° 6997 pour l'Ing. Falchetto, la N° 6998 pour M. Arturo Lancia et N° 6999 pour le Musée Lancia ; soit un total de 5.517 voitures montées.
À côté du type Standard, à partir du 14/02/1934, Lancia présenta le type "LUSSO", qui était une adaptation du modèle Luxe précédent, avec la première voiture N° 3469/châssis N° 231-4431 qui seront fabriquées jusqu'au 04/12/1934 avec la voiture N° 7004/châssis N° 231-7992, soit un total de 1 267 exemplaires.
Au mois de décembre 1934, la fabrication se poursuivra avec un type unique dit "UNIFICATO". Le nombre global de voitures fabriquées à cette date était de 6 784 exemplaires.
La fabrication de l'Augusta se terminera le 05/12/1936.

## La concurrence avec laFiat 508 Balilla
En 1933, la Lancia Augusta apparait sur le marché italien, on pourrait penser, de nos jours, qu'une rivalité logique ait pu s'engager avec la Fiat 508 Balilla le modèle Fiat à la mode et de grande diffusion, présenté à peine un an plus tôt. Mais la comparaison entre les deux voitures ne peut aller au-delà du fait que bien que de tailles et de cylindrées semblables, elles ne touchent pas la même clientèle. La Lancia Augusta est affichée au prix de 19 500 £ires italiennes tandis que la Fiat Balilla est vendue pratiquement la moitié soit 10 800 £ires.
Le moteur V4 à soupapes en tête de 35 ch de l'Augusta lui confère une vitesse de 110 km/h tandis que le plus petit 4 cylindres en ligne de la Fiat développe une puissance d'à peine 20 ch et dépasse de peu les 80 km/h. Les deux voitures n'ont jamais été concurrentes ni dans l'esprit des constructeurs ni dans celui de la clientèle italienne. De même qu'aujourd'hui, il est flagrant que les deux marques, même si elles font maintenant partie du même groupe, ne fabriquent pas des produits concurrents, sauf dans quelques esprits chagrins qui n'ont rien compris à l'automobile.

## La plateforme, les "fuoriserie" et cabriolet
Un an après le lancement de la berline, Lancia propose en avril 1934, au Salon de l'automobile de Milan, une base portante destinée spécialement aux carrossiers. Cette version recevra le code usine type N° 234.
C'est à partir de cette base que les ateliers Lancia créeront en 1934 une version "transformable" c'est-à-dire un cabriolet signé "Stabilimenti Lancia" qui sera fabriqué jusqu'en 1936.
Beaucoup de carrossiers tant italiens qu'étrangers utilisèrent cette base Augusta. Ils réalisèrent des berlines, cabriolets, coupés, spiders...
Parmi les réalisations remarquables il faut souligner la berlinette aérodynamique 4 portes Touring. En France, la carrosserie Marcel Pourtout de Bougival obtint un contrat en 1934 avec la filiale Lancia France Automobiles de Bonneuil-sur-Marne pour la production de 326 véhicules sur la base F234 construits de décembre 1934 à avril 1937, dont 117 coupés et 209 cabriolets 4 places.
D'autres carrossiers comme Paul Neé, Figoni & Falaschi, Jacques Saoutchik ont créé de superbes voitures sur la Base Lancia Augusta. Un clin d'œil particulier à l'Éclipse de Marcel Pourtout en 1933 qui sera remarqué par Peugeot et qui deviendra le responsable du bureau de dessin Peugeot grâce à cette Lancia !! Elle disposait d'un toit rigide qui disparaissait dans le coffre avec une commande manuelle. La Peugeot 206 CC moderne avec 60 ans d'avance !
Au Royaume-Uni, on peut signaler la version Sport Tourer aux lignes typiquement british de Kevill-Davies & March, concessionnaire Lancia à Londres, qui pouvait recevoir une version suralimentée Lancia. L'Augusta fut rarement utilisée dans des compétitions automobiles mais elle participa à la course de Brooklands en 1935, avec un modèle travaillé pour atteindre les 100 miles soit 160 km/h. Le 8 mars 1935, le pilote anglais Brian Lewis gagna toutes les courses de la catégorie où courait la Lancia Augusta, et les journaux anglais à cette occasion rebaptisèrent la nouvelle Lancia "AUGUSTA VICTRIX".

## Les Lancia France Belna F231

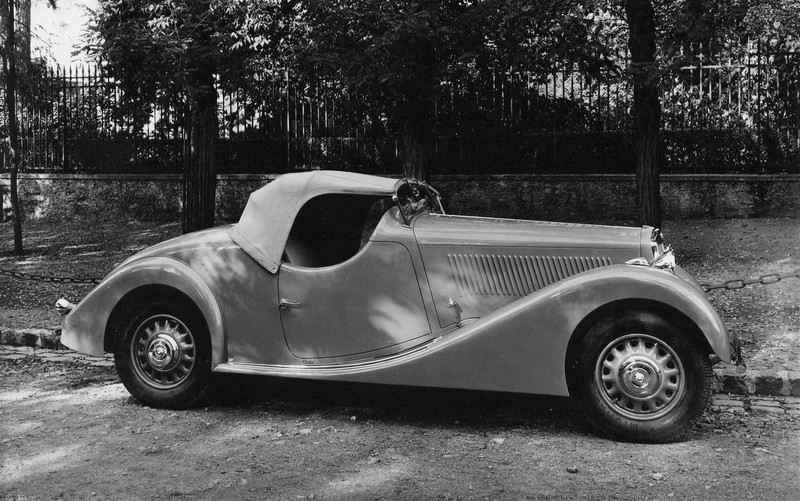
Une Lancia France Belna Cabriolet

De 1934 à 1937, sous le nom de Belna, la Lancia Augusta sera fabriquée en France, dans une usine construite et équipée par l'outillage Lancia pour cela à Bonneuil-sur-Marne près de Paris. Sur un terrain de 2 hectares acquis par Lancia France Automobiles, société créée le 1er octobre 1931 pour fabriquer pour le marché français les voitures Lancia qui ne pouvaient plus être importées d'Italie en raison des droits de douane prohibitifs de 150 % si 85 % au moins des composants du véhicule n'était pas de fabrication française. L'usine dont tout le personnel français avait préalablement été formé en Italie sur les chaînes Lancia comptait 500 salariés. La Lancia Belna, copie conforme de l'original italien, était connue sous le code usine F231 pour la berline et F234 pour les châssis. Les seules différences tiennent à l'origine de certains composants comme : les pare-chocs, la calandre usinée par Chausson, les attaches du coffre (pour éviter la copie sans licence par Citroën), les phares avant jaunes de Cibié au lieu des Carello, les jantes qui seront utilisées sur des modèles Peugeot, les teintes provenant de fabricants français et le cadre instruments Jaeger.
Le nombre de Lancia Belna fabriquées durant les quatre ans d'existence de Lancia France s'élève à environ 3000, dont 2500 berlines F231 et 500 châssis F234. Aucune donnée précise sur cela car les registres de fabrication semblent avoir été détruits lors de la guerre.

## Essais
Selon les résultats publiés par la revue anglaise The Autocar en avril 1934), la Lancia Augusta berline qui était vendue 390 livres Sterling, a maintenu la vitesse maximale de 65,22 miles soit 104,96 km/h, est passée de 0 à 80,5 km/h en 22,6 s.
Ces prestations ont été confirmées sur un exemplaire de plus de 50 ans. On peut raisonnablement affirmer que la berline pouvait atteindre la vitesse de 105 km/h et s'arrêter en roulant à 85 km/h en moins de 40 mètres.

## La Lancia Augusta et les courses
Malgré les brillantes caractéristiques du véhicule, la Lancia Augusta n'a jamais été ni conçue ni transformée pour participer à des courses quelles qu'elles soient. Mais, adaptées par des mécaniciens privés, elle participa et gagna souvent.
La première participation connue de l’Augusta remonte au printemps 1934, au massacrant 1er Tour Automobile d'Italie ou "Coppa d'Oro del Littorio" comprenant 6000 km de routes et pistes tortueuses durant les mois de mai et juin. L'Augusta écrase ses rivales et gagne dans sa catégorie avec à l’équipage Gugliemo Dei-Rodolfo Caruso, qui aura parcouru les 5687 km en trois étapes en 73 h 44 min 22 s à la moyenne de 77,122 km/h.
Lors de la fameuse Targa Florio du 20 décembre 1936, la catégorie voitures de tourisme alignait 11 voitures, 4 Fiat 1500 six cylindres de 1935, 1 ancienne Fiat 514, 1 Bianchi S9 de 1,5 litre, et 5 Lancia Augusta. Le tracé se développe sur 144 km et verra 4 Lancia Augusta aux 4 premières places à la moyenne extraordinaire de 67,087 km/h.

Quelques résultats :
| Date   | National | Nom de la course     | Type de course | Résultat                     | Position absolue | Pilote/équipage  | Parcours (km) | Temps obtenu    | Moyenne (km/h) | Notes                                    |
| ------ | -------- | -------------------- | -------------- | ---------------------------- | ---------------- | ---------------- | ------------- | --------------- | -------------- | ---------------------------------------- |
| 3-mars | It       | Atrani-Ravello       | côte           | N.D.                         | 11e              | Gambardella      | 6,200         | 6 min 38 s 2/10 | 56,052         | ---                                      |
| 13-oct | It       | Nave-Colle S.Eusebio | côte           | 4e Classe 1101-1500 Tourisme | N.D.             | Bordogna Amabile | 9,500         | N.D.            | N.D.           | Course réservée aux voitures de tourisme |
| 5-nov  | It       | Coupe Scandone       | côte           | 6e cat. Tourisme             | 20e              | BarbatoA.        | 5,400         | 5 min 07 s 1/5  | 63,281         | ---                                      |

| Date    | National | Nom de la course       | Type de course | Résultat                     | Position absolue | Pilote/équipage    | Parcours (km) | Temps obtenu   | Moyenne (km/h) | Notes |
| ------- | -------- | ---------------------- | -------------- | ---------------------------- | ---------------- | ------------------ | ------------- | -------------- | -------------- | ----- |
| 31-août | It       | Fasano-Selva di Fasano | côte           | 8e Classe 1101-1500 Tourisme | N.D.             | Cafiero Ferdinando | 7,500         | 7 min 33 s 4/5 | 59,497         | ---   |

| Date    | National | Nom de la course | Type de course | Résultat | Position absolue | Pilote/équipage | Parcours (km) | Temps obtenu    | Moyenne (km/h) | Notes                                      |
| ------- | -------- | ---------------- | -------------- | -------- | ---------------- | --------------- | ------------- | --------------- | -------------- | ------------------------------------------ |
| 18-sept | It       | Bologna-Raticosa | côte           | -        | N.D.             | Vivaldi         | 32,800        | 31 min 59 s 3/5 | 61,512         | Course pour le Volant d’Argent             |
| 30-oct  | It       | Sant’Eusebio     | côte           | -        | N.D.             | Tuelli          | 3,650         | 4 min 43 s 4/5  | 46,300         | 2e du “groupe mixte” derrière une Fiat 508 |

## Les différentes versions

### Berline 231
- Dates de production: du 1er février 1933 (num.châssis 1) au 14 décembre 1936 (num.châssis 14101)
- Type: berline 4 portes
- Moteur: Lancia type 88
- Numérotation progressive de fabrication: de 1 à 14 108
- Numérotation du châssis: de 231-1001 à 231-15108
- Exemplaires construits: 13 671

| Caractéristiques techniques Lancia Augusta berline (mod. 231) | Caractéristiques techniques Lancia Augusta berline (mod. 231) |
| ------------------------------------------------------------- | --- |
| Moteur                                                        | Type “88” à l'avant, longitudinal, monobloc; culasse en fonte spéciale sphéroïdale; cylindres en fonte et bloc en aluminium; arbre sur 3 supports; chambres discoïdales creusées dans la culasse; moteur fixé au châssis par berceaux suspendus, ancrage boîte par silentblock. |
| Nombre et position des cylindres                              | 4 en V étroit à 18° 15’ |
| Cylindrée                                                     | 1 195,58 cm3 (alésage 69,85 mm × course 78,00 mm) |
| Distribution                                                  | soupapes en tête, verticales et parallèles, commandées par culbuteurs ; un arbre à cames en tête commandé par chaîne à rouleaux silencieuse triplex puis duplex, dispositif de tension automatique                                                                              |
| Rapport de compression                                        | 5,45:1 |
| Puissance maxi                                                | 35 HP à 4 000 tr/min |
| Lubrification                                                 | forcée, avec pompe et filtre autonettoyant (Auto-Klean); capacité 3,5 litres - huile monograde type 60 SAE l'été et 30W l'hiver - huile boîte 140 SAE - huile différentiel 240 SAE                                                                                              |
| Refroidissement                                               | circuit d'eau à circulation forcée commandé automatiquement par thermostat de 7,6 litres; radiateur des versions Standard de 1933/4 à nid d'abeilles - versions Luxe et Unificata radiateur normal à tubes.                                                                     |
| Allumage                                                      | avance fixe 8°, automatique 30°; bougies Bosch W 185/33 ou W 155/31 |
| Alimentation                                                  | chute du réservoir placé sur le pare-flammes; carburateur horizontal Zenith 30 VEH monocorps, |
| Installation électrique                                       | 6 volts, batterie 60 Ah, dynamo |
| Transmission                                                  | propulsion; arbre de transmission unique tubulaire, |
| Embrayage                                                     | monodisque à sec; course à vide de la pédale 15 à 20 mm |
| Boîte de vitesses                                             | boîte Lancia type 127 , 4 rapports + marche arrière ; III et IV en prise directe, avec levier central; rapports : I=3,175; II=2,030; III=1,482 ;IV=1:1; RM=4,64:1 |
| Rapport pont                                                  | Différentiel type 174 - rapport final de réduction : 9/43 (4,778:1) |
| Carrosserie                                                   | structure monocoque en acier sur plateforme en acier. |
| Suspensions avant                                             | roues indépendantes (brevet Lancia) avec amortisseurs hydrauliques et ressorts hélicoïdaux. |
| Suspensions arrière                                           | essieu rigide, lames longitudinales semi-elliptiques; amortisseurs mécaniques. |
| Freins                                                        | hydrauliques “Lockheed” sur les 4 roues, tambours à ailettes en aluminium ; frein à main mécanique sur les tambours arrière; |
| Direction                                                     | à vis sans fin et poulie roue hélicoïdale; conduite à droite ; diamètre de braquage 10,40 mètres ; direct : 2,5 tours de volant |
| Roues                                                         | disques emboutis |
| Pneumatiques                                                  | 140 × 40 Supercomfort très basse pression 1,40 kg/cm2 - avant et arrière |
| Empattement                                                   | 2 650 mm |
| Garde au sol                                                  | 17,0 cm |
| Voies avant/arrière                                           | 1223 mm version Standard - 1236 mm versions Luxe et Unifiée |
| Longueur × largeur × hauteur                                  | berlina : 3 814 × 1 450 × 1 540 mm |
| Carrosserie                                                   | berline 4 portes, 4 places |
| Poids à vide                                                  | berline 830 kg |
| Réservoir essence                                             | 42,0 litres |
| Vitesse maxi                                                  | plus de 105 km/h; vitesse maxi pour chaque rapport : I=35, II=55, III=75 km/h |
| Pente maxi                                                    | en 1re, à pleine charge : 21 % |
| Consommation                                                  | moyenne un peu moins de 10 litres aux 100 km |
| Prix en Italie                                                | en 1933, lors de son lancement, la berline coûtait 19500 Lires; en avril 1934, la berline normale "base" coûtait toujours 19500 £ires - la berline version “Luxe” coûtait 22750 £ires; en 1936, la berline “unifiée” coûtait 21500 Lires.                                       |

### Châssis et cabriolet (mod. 234)
- Dates de construction: avril 1934 à fin 1936
- Type: châssis et cabriolet 2 portes
- Moteur: Lancia type 88
- Numérotation progressive: de 1 à 3110
- Numérotation du châssis: de 34-1001 à 34-4110
- Exemplaires construits: 3.110

## Données de fabrication
| Par année | Par année   |
| Année     | Exemplaires |
| --------- | ----------- |
| 1933      | 2 950       |
| 1934      | 5 422       |
| 1935      | 6 101       |
| 1936      | 2 744       |
| Total     | 17 217      |

| Par modèle                          | Par modèle  |
| Modèle                              | Exemplaires |
| ----------------------------------- | ----------- |
| 231, berline (1933/36)              | 14 107      |
| 234, châssis et cabriolet (1934/36) | 3 110       |
| Total                               | 17 217      |

Nota:

1. selon certaines sources, le chiffre global de Lancia Augusta berlines construites s'élèverait à 14 108 exemplaires au lieu de 14 107, et le total général serait de 17 218 au lieu de 17 217. Certaines sources donnent la production de l'année 1936 à 2 738 exemplaires, en soutenant que 6 voitures ont été fabriquées deux ans plus tard, en 1938

2. le tableau ci-dessus ne comprend pas les voitures fabriquées en France sous le nom de « Belna », dont le chiffre global est d'environ 3 000 exemplaires (dont 2 500 berlines et 500 châssis) durant les années 1934 à 1938.